# Тимошівська волость (Мелітопольський повіт)
Тимошівська волость — історична адміністративно-територіальна одиниця Мелітопольського повіту Таврійської губернії.
Станом на 1886 рік — складалася з 6 поселень, 4 сільських громад. Населення — 9199 осіб (4539 чоловічої статі та 4660 — жіночої), 1140 дворових господарств.
|                    | Площа, десятин | У тому числі орної, дес. |
| ------------------ | -------------- | ------------------------ |
| Сільських громад   | 27543          | 25071                    |
| Казенної власності | —              | —                        |
| Іншої власності    | 363            | 329                      |
| Загалом            | 27906          | 25400                    |

Поселення волості:
- Тимошівка — село при колодязях за 40 верст від повітового міста, 5275 осіб, 645 дворів, 2 православні церкви, єврейський молитовний будинок, школа, земська станція, 2 горілчаних склади, 4 лавки, ярмарок 12 жовтня, базар по п'ятницях.
- Матвіївка — село при колодязях, 1411 осіб, 169 дворів, православна церква, школа, шкіряний завод, 2 лавки, ярмарок 1 травня.
- Ново-Іванівка — село при колодязях, 945 осіб, 130 дворів, православна церква, 2 лавки.
- Ново-Успінка (Сукновалівка, Єгорка) — село при колодязях, 958 осіб, 135 дворів.